# Sedat Alp
Sedat Alp (* 1. Januar 1913 in Selanik, dem heutigen Thessaloniki; † 9. Oktober 2006) war einer der bedeutendsten türkischen Hethitologen.

## Werdegang
Alp studierte ab 1932 zunächst in Leipzig, dann in Berlin und wurde dort 1940 mit der Arbeit Untersuchungen zu den Beamtennamen im hethitischen Festzeremoniell promoviert. Über lange Jahre unterrichtete er an der Universität Ankara. Alp galt als Fachmann für altanatolische Geografie, beschäftigte sich mit altanatolischer Kunst, Sprache, Recht und Kultur. 
Alp war Mitglied des Deutschen Archäologischen Instituts sowie korrespondierendes Mitglied der Geistes- und sozialwissenschaftlichen Klasse der Akademie der Wissenschaften und der Literatur Mainz. Ihm wurde 1997 die Ehrendoktorwürde der Universität Würzburg verliehen. 1998 wurde er Mitglied der British Academy.

## Schriften
- Untersuchungen zu den Beamtennamen im hethitischen Festzeremoniell. Berlin 1940 (= Dissertation)
- Beiträge zur Erforschung des hethitischen Tempels. Kultanlagen im Lichte der Keilschrifttexte. Neue Deutungen. Türk Tarih Kurumu Basimevi, Ankara 1983 (Türk Tarih Kurumu Yayınları Reihe 6, Bd. 23)